# Me and My Shadows
A Me And My Shadows című stúdióalbum Cliff Richard és a The Shadows harmadik nagylemeze, amely 1960 októberében jelent meg. A legendás londoni Abbey Road Stúdióban rögzítették. Hank Marvin és Bruce Welch együtt írta a lemezt Cliff Richarddal.
Az album  beat lemezek ősalakja volt, mivel a dalok több mint felét ők, vagy Jet Harris, Ian Samwell, illetve barátjuk, Pete Chester írta. Ez volt az első alkalom, hogy egy brit banda ennyi saját dalt tett egy lemezre és ez volt az első jele annak, hogy a lemezpiacon változás következik be a The Beatles után. Mint a Cliff Sings című album, a  Me And My Shadows is a második helyre került a nagylemez-listákon.
"Igazán nagyon büszke vagyok a lemezre" mondta Cliff. "A legtöbb zenész, mint Eric Clapton és a srácok a Fleetwood Mac-ből inspirálták a mi saját rock and roll-unkat. Ez a rock and roll sem amerikai nem volt, sem "rock az ősemberrel"."

## Dalok listája
| #   | Cím                          | Szövegíró                                    | Producer                       | Hossz |
| --- | ---------------------------- | -------------------------------------------- | ------------------------------ | ----- |
| 1.  | I'm Gonna Get You            | Jet Harris, Hank Marvin, Ian Ralph Samwell   | Norrie Paramor                 | 1:52  |
| 2.  | You And I                    | Bruce Welch, Hank Marvin                     | Norrie Paramor, John Schroeder | 1:55  |
| 3.  | I Cannot Find a True Love    | Ian Ralph Samwell                            | Norrie Paramor                 | 2:34  |
| 4.  | Evergreen Tree               | Aaron Schroeder, Wally Gold                  | Norrie Paramor                 | 2:40  |
| 5.  | She's Gone                   | Hank Marvin, Jet Harris                      | Norrie Paramor                 | 2:34  |
| 6.  | Left Out Again               | Pete Chester                                 | Norrie Paramor                 | 3:01  |
| 7.  | You're Just the One to Do It | Otis Blackwell                               | Norrie Paramor                 | 2:21  |
| 8.  | Lamp of Love                 | Sid Tepper, Roy C. Bennett                   | Norrie Paramor                 | 1:48  |
| 9.  | Choppin' and Changin'        | Ian Ralph Samwell                            | Norrie Paramor                 | 2:32  |
| 10. | We Have It Made              | Sugar Hall                                   | Norrie Paramor                 | 2:17  |
| 11. | Tell Me                      | Pete Chester, Bruce Welch                    | Norrie Paramor                 | 2:37  |
| 12. | Gee Whiz It's You            | Hank Marvin, Ian Ralph Samwell               | Norrie Paramor                 | 2:08  |
| 13. | I Love You So                | Ian Ralph Samwell, Jet Harris, Cliff Richard | Norrie Paramor                 | 3:07  |
| 14. | I'm Willing to Learn         | Fred Wise, Ben Weisman                       | Norrie Paramor                 | 1:58  |
| 15. | I Don't Know                 | Ian Ralph Samwell                            | Norrie Paramor                 | 2:07  |
| 16. | Working After School         | Vic Abrams, P. Medley                        | Norrie Paramor, John Schroeder | 2:06  |

## Helyezések
| Ország             | Helyezés |
| ------------------ | -------- |
| Egyesült Királyság | 2        |
| Amerika            | -        |
| Ausztrália         | -        |
| Új-Zéland          | -        |

## Közreműködők
Cliff Richard and the Shadows
- Cliff Richard – vezető vokál
- Hank Marvin – vezető gitáros
- Bruce Welch - ritmusgitár
- Jet Harris – basszusgitár
- Tony Meehan – dobok

- Norrie Paramor – producer
- Malcolm Addey – hangmérnök